# Leroy Fer
Leroy Fer, född 5 januari 1990 i Zoetermeer, är en nederländsk fotbollsspelare (mittfältare) som spelar för Feyenoord.
Han var uttagen i Nederländernas trupp till världsmästerskapet i fotboll 2014.